# Какинаць
45°58′ пн. ш. 16°46′ сх. д. / 45.96° пн. ш. 16.77° сх. д.
Какинаць (хорв. Kakinac) — населений пункт у Хорватії, у Б'єловарсько-Білогорській жупанії у складі громади Ровище.

## Населення
Населення за даними перепису 2011 року становило 78 осіб.
Динаміка чисельності населення поселення: